# Чемпіонат світу з гірськолижного спорту 2019
Чемпіонат світу з гірськолижного спорту 2019 —  45-й за ліком чемпіонат світу проходив з 4 по 17 лютого 2019 року  на шведському лижному курорті Оре.
В Оре уже проходили чемпіонати світу 1954 та 2007 років, а також численні етапи  кубка світу. 

## Медалі

### Медальний залік
| Місце  | Країна     | Золото | Срібло | Бронза | Загалом |
| ------ | ---------- | ------ | ------ | ------ | ------- |
| 1      | Швейцарія  | 2      | 1      | 1      | 4       |
| 1      | Норвегія   | 2      | 1      | 1      | 4       |
| 3      | США        | 2      | 0      | 2      | 4       |
| 4      | Австрія    | 1      | 4      | 3      | 8       |
| 5      | Італія     | 1      | 1      | 1      | 3       |
| 5      | Франція    | 1      | 1      | 1      | 3       |
| 5      | Словаччина | 1      | 1      | 1      | 3       |
| 8      | Словенія   | 1      | 1      | 0      | 2       |
| 9      | Німеччина  | 0      | 1      | 0      | 1       |
| 10     | Швеція     | 0      | 1      | 0      | 1       |
| Усього | Усього     | 11     | 12     | 10     | 33      |

- Країну-господарку виділено

### Чоловіки
| Дисципліна              | Золото                        | Золото  | Срібло                                      | Срібло  | Бронза                   | Бронза       |
| ----------------------- | ----------------------------- | ------- | ------------------------------------------- | ------- | ------------------------ | ------------ |
| Швидкісний спуск        | К'єтіль Янсруд Норвегія       | 1:19.98 | Аксель Лунд Свіндаль Норвегія               | 1:20.00 | Вінцент Кріхмайр Австрія | 1:20.31      |
| Супергігант             | Домінік Паріс Італія          | 1:24.20 | Жоан Кларе Франція Вінцент Кріхмайр Австрія | 1:24.29 | не вручалася             | не вручалася |
| Гігантський спалом      | Генрік Крістофферсен Норвегія | 2:20.24 | Марсель Гіршер Австрія                      | 2:20.44 | Алексіс Пентюро Франція  | 2:20.66      |
| Слалом                  | Марсель Гіршер Австрія        | 2:05.86 | Міхаель Матт Австрія                        | 2:06.51 | Марко Шварц Австрія      | 2:06.62      |
| Гірськолижна комбінація | Алексіс Пентюро Франція       | 1:47.71 | Штефан Гадалін Словенія                     | 1:47.96 | Марко Шварц Австрія      | 1:48.17      |

### Жінки
| Дисципліна              | Золото                    | Золото  | Срібло                        | Срібло  | Бронза                       | Бронза  |
| ----------------------- | ------------------------- | ------- | ----------------------------- | ------- | ---------------------------- | ------- |
| Швидкісний спуск        | Ілька Штугець Словенія    | 1:01.74 | Корінне Зутер Швейцарія       | 1:01.97 | Ліндсі Вонн США              | 1:02.23 |
| Супергігант             | Мікейла Шиффрін США       | 1:04.89 | Софія Ґоджа Італія            | 1:04.91 | Корінне Зутер Швейцарія      | 1:04.94 |
| Гігантський слалом      | Петра Влгова Словаччина   | 2:01.97 | Вікторія Ребенсбург Німеччина | 2:02.11 | Мікейла Шиффрін США          | 2:02.35 |
| Слалом                  | Мікейла Шиффрін США       | 1:57.05 | Анна Свенн-Ларссон Швеція     | 1:57.63 | Петра Влгова Словаччина      | 1:58.08 |
| Гірськолижна комбінація | Венді Гольденер Швейцарія | 2:02.13 | Петра Влгова Словаччина       | 2:02.16 | Раґнгільд Мовінкель Норвегія | 2:02.58 |

### Змішані
| Дисципліна | Золото                                                                                               | Срібло                                                                                                | Бронза                                                                                             |
| ---------- | --- | --- | -------------------------------------------------------------------------------------------------- |
| Командні   | Швейцарія Аліне Даніот Андреа Елленбергер Венді Голденер Сандро Сімонет Даніель Юль Рамон Ценгойзерн | Австрія Франциска Гріч Крістіан Гіршбюль Катаріна Лінсбергер Міхаель Матт Марко Шварц Катаріна Труппе | Італія Марта Бассіно Ірене Куртоні Лара Делла Меа Зімон Маурбергер Ріккардо Тонетті Алекс Фінатцер |